# Eberhard Binder (Grafiker)
Eberhard Binder (* 2. Mai 1924 in Staßfurt; † 9. März 1998 in Magdeburg, auch Eberhard Binder-Staßfurt genannt) war ein deutscher Grafiker, Illustrator und Buchgestalter.

## Leben
Binder besuchte in den Jahren 1941/1942 die Meisterschule des Deutschen Handwerks (Werkkunstschule) in Hildesheim. Dann musste er als Soldat der Wehrmacht am Zweiten Weltkrieg teilnehmen und geriet 1945 in Kriegsgefangenschaft.
Von 1949 bis 1952 absolvierte er die Fachschule für angewandte Kunst in Magdeburg. Danach arbeitete er als Werbegrafiker und ab 1955 als freischaffender Buchillustrator und -gestalter. Seinen ersten Erfolg hatte er mit der Illustration des Buches Tom Sawyers Abenteuer. Sein Werk umfasst ca. 800 Buchillustrationen, darunter zahlreiche Kinderbücher, Bücher von Jules Verne und Klassiker wie Die Leiden des jungen Werther, Moby Dick und Gullivers Reisen. Besonders bekannt und weit verbreitet waren auch Binders Illustrationen für das Kinderlexikon Von Anton bis Zylinder oder das Jugendweihe-Geschenkbuch Weltall Erde Mensch, die in nahezu jedem DDR-Haushalt zu finden waren. Binder war von 1952 bis 1990 Mitglied des Verbands Bildender Künstler der DDR. Er war u. a. von 1962 bis 1988 auf allen Deutschen Kunstausstellungen bzw. Kunstausstellungen der DDR in Dresden vertreten und erhielt in der DDR eine bedeutende Zahl von Auszeichnungen, u. a. 35 mal im Wettbewerb Schönste Bücher der DDR.

## Privates
Binder war mit der Illustratorin Elfriede Binder verheiratet. Er verstarb nach längerer Krankheit. Er war Vater zweier Kinder. Seine Tochter Christiane (* 1955) war mit dem Musikwissenschaftler Guido Bimberg (* 1954) verheiratet, einem Sohn des Hallenser Komponisten und Musikwissenschaftlers Siegfried Bimberg. Der 1958 geborene Sohn Thomas Binder ergriff denselben Beruf wie seine Eltern; auch er illustrierte unter anderem einige musikbezogene Kinderbücher seines Schwagers Guido Bimberg.

## Weitere Ehrungen (Auswahl)
- 1973: 1. Preis der Internationalen Kinder- und Jugendbuchmesse Bologna
- 1974: Aufnahme in die Ehrenliste des Hans Christian Andersen Preises

- 1976: Hans-Baltzer-Preis des Kinderbuchverlags
- 1976: Alex-Wedding-Preis[3]
- 1979: Erich-Weinert-Medaille
- 1985: Nationalpreis der DDR II. Klasse für Kunst und Literatur

## Werke als Illustrator (Auswahl)
- Peter Hacks: Das Windloch. Verlag Neues Leben, Berlin 19533
- Carlos Luis Fallas: Marcos Ramirez. Neues Leben, Berlin 1955
- Rudolf Hirsch: Herrn Louisides bittere Mandeln. Neues Leben, Berlin 1955
- Kurt Held: Die Rote Zora und ihre Bande. Neues Leben, Berlin 1957
- Harry Trommer: Der stolze Schmetterling und andere afrikanische Geschichten. Neues Leben, Berlin 1957
- Götz R. Richter: Jonas oder Der Untergang der Marie-Henriette. Neues Leben, Berlin 1957
- Jules Verne: Ein Kapitän von fünfzehn Jahren. Der Kinderbuchverlag, Berlin 1958
- James Krüss: Die glücklichen Inseln hinter dem Winde. Neues Leben, Berlin 1958
- Rudolf H. Daumann: Tatanka Yotanka. 3. Auflage. Neues Leben, Berlin 1958; 6. Auflage 1966
- Jules Verne: Der Archipel in Flammen. 1. Auflage. Neues Leben, Berlin 1958; 2. AuflAgentur 1969
- Karl Böhm und Rolf Dörge: Gigant Atom. 5. Auflage. Neues Leben, Berlin 1960
- Jules Verne: Die Reise um den Mond. Kinderbuchverlag, Berlin 1961
- Rudi Strahl: Sandmännchen auf der Leuchtturminsel. Kinderbuchverlag, Berlin 1963
- Alexandre Dumas: Der Graf von Monte Christo. Verlag Neues Leben, Berlin 1964
- Ehm Welk: Die Heiden von Kummerow und Die Gerechten von Kummerow. Hinstorff Verlag Rostock, 1964 (zwei Bände)
- Charles De Coster, Karl Wolfskehl: Die Geschichte von Ulenspiegel und Lamme Goedzak und ihren heldenmäßigen, fröhlichen und glorreichen Abenteuern im Lande Flandern und anderwärts. Neues Leben, Berlin 1965
- Herman Melville: Moby Dick oder Der Wal. Verlag Neues Leben, Berlin, 1967
- Rudi Strahl: Robinson im Müggelwald. Kinderbuchverlag, Berlin 1969
- Mark Twain: Die Abenteuer des Huckleberry Finn. 8. Auflage. Neues Leben, Berlin 1969
- Mark Twain: Tom Sawyers Abenteuer. 10. Auflage. Neues Leben, Berlin 1970
- Henry Fielding: Tom Jones. Die Geschichte eines Findelkindes. Neues Leben, Berlin 1970
- James Fenimore Cooper: Wildtöter und Große Schlange. Alle 5 Lederstrumpferzählungen. Neugestaltet von Erich Loest. Neues Leben, Berlin 1972
- Peter Abraham: Ein Kolumbus auf der Havel. Kinderbuchverlag, Berlin 1975
- Gebrüder Grimm: Die Bremer Stadtmusikanten. Carlsen Verlag, 1976
- Arthur Conan Doyle: Sherlock Holmes. 17 Detektivgeschichten. Neues Leben, Berlin 1982
- Das gezähmte Feuer, Berlin 1982 (zusammen mit Elfriede Binder und Alfred Könner)
- Werner Hörnemann: Die gefesselten Gespenster. 16./17. Auflage, Herder, Freiburg 1983/1984
- Jules Verne: Die Familie ohne Namen. Neues Leben, Berlin 1985
- Vom goldenen Handwerk, Berlin 1986 (zusammen mit Elfriede Binder und Alfred Könner)
- James Fenimore Cooper: Der Spion. 5. Auflage. Neues Leben, Berlin 1988
- Lyman Frank Baum: Der Zauberer von Oz. Altberliner Verlag, Berlin 1988
- Götter, Helden, Ungeheuer. (= Mein kleines Lexikon), Kinderbuchverlag, Berlin 1988, ISBN 3-358-00913-0
- zahlreiche Ausgaben der Jugendheft-Reihe Das neue Abenteuer
- Ausgaben der Buchreihe Spannend erzählt des Verlags Neues Leben,  Berlin

## Postume Ausstellungen
- 2023: Brandenburg, Galerie Sonnensegel (mit Elfriede Binder)